# Stesilea laevifrons
Stesilea laevifrons là một loài bọ cánh cứng trong họ Cerambycidae.